# Cheile Nerei - Beușnița
Cheile Nerei - Beușnița alcătuiesc o arie protejată de interes național, înclusă în Parcul Național Cheile Nerei - Beușnița, ce corespunde categoriei a IV-a IUCN (rezervație naturală de tip mixt), situată în județul Caraș-Severin, pe teritoriul administrativ al comunelor Sasca Montană și Șopotu Nou.

## Descriere
Cheile Nerei sunt o formațiune de tip chei de-a lungul râului Nera în județul Caraș-Severin, între localitățile Sasca Montană și Șopotu Nou. Distanța pe care se întind cheile este de circa 22 km din care aproximativ 20 km de chei propriu-zise, Nera, străbate un defileu, cu aspect de chei, îngust, spectaculos și absolut sălbatic, formând cele mai lungi chei din România. Aici, unde pereții se înalță până la 200 de metri, apa Nerei și a afluenților săi, a săpat și a format în rocă calcaroasă lacuri, canioane, peșteri și cascade impresionante. O potecă turistică marcată le străbate, dar parcurgerea lor necesită traversarea râului Nera direct prin apă.
În partea estică (dinspre amonte) a cheilor găsim un alt obiectiv turistic, Lacul Dracului, iar din partea vestică se poate ajunge la Cascadele Beușniței și la Lacul Ochiul Beului. De asemenea se mai poate vedea și canionul Valea Rea.
Parcul Național Cheile Nerei-Beușnița ocupă zona sudică a Munților Aninei și partea nordică a Munților Locvei, ocupând o suprafață de 36.364,8 ha ce include 6 rezervații declarate și una propusă.

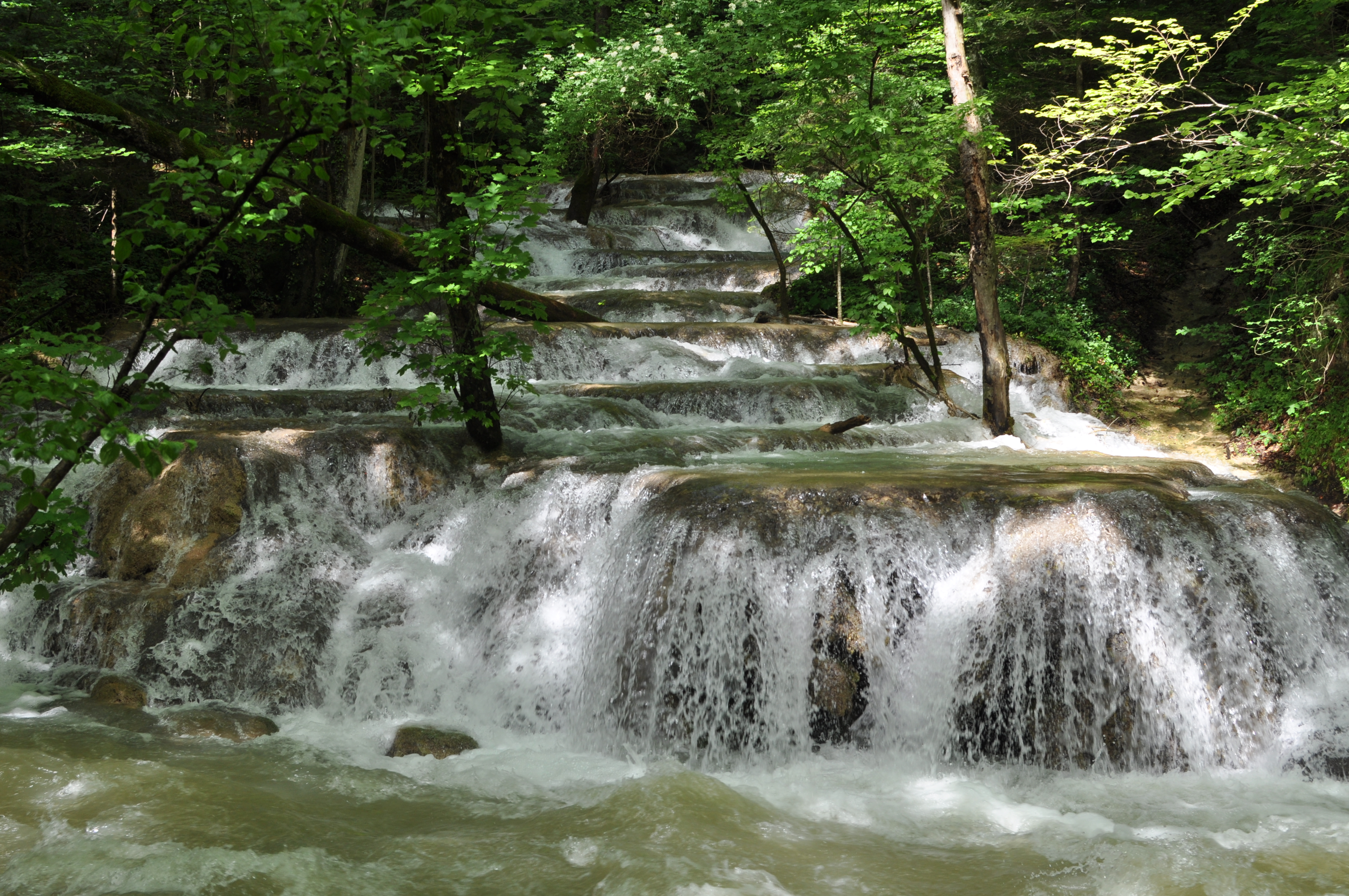
Cascadele Beușniței

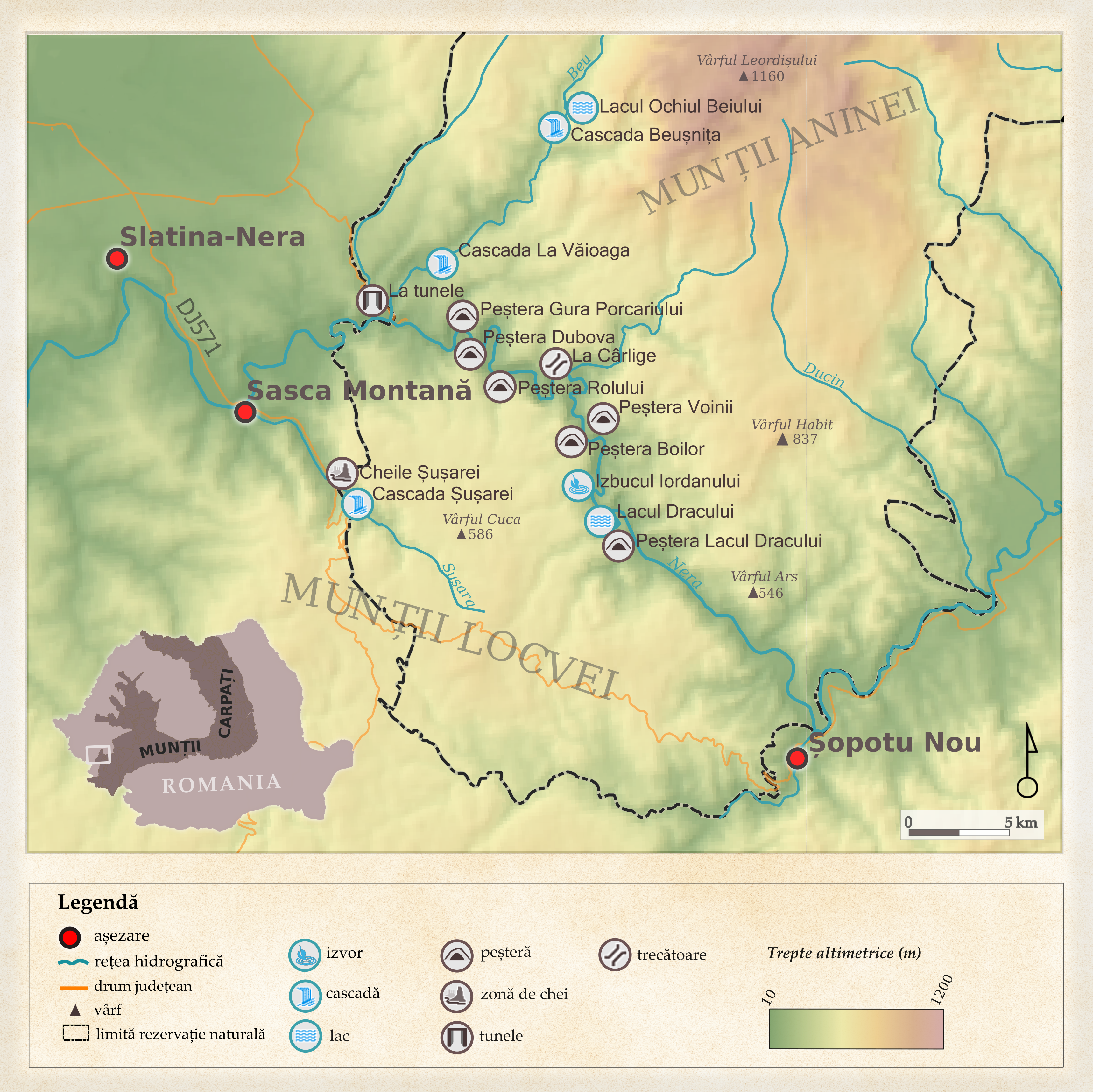
Câteva din obiectivele naturala din zona Cheile Nerei

## Vecini
În imediata apropiere a parcului sunt localitățile: Anina, Bozovici, Lăpușnic, Moceriș, Șopot, Cărbunari, Sasca Română, Sasca Montană, Potoc, Socolari, Ilidia, Ciclova Română, Ciclova Montană, Oravița.

## Galerie de imagini

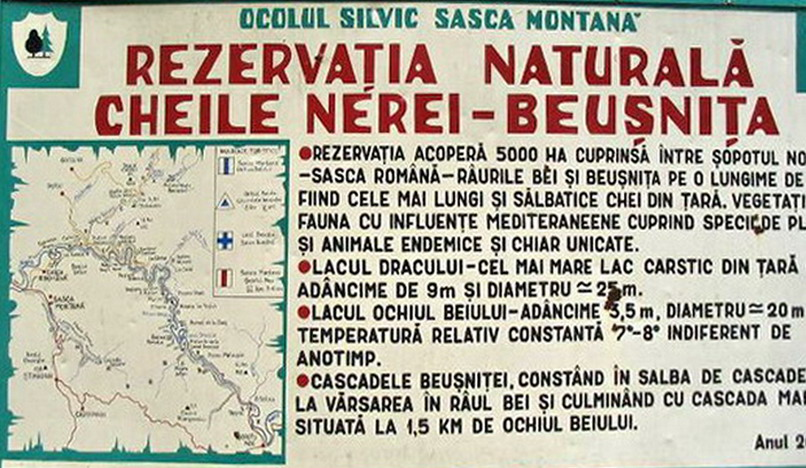
Cheile Nerei-Beuşniţa (panou informativ)
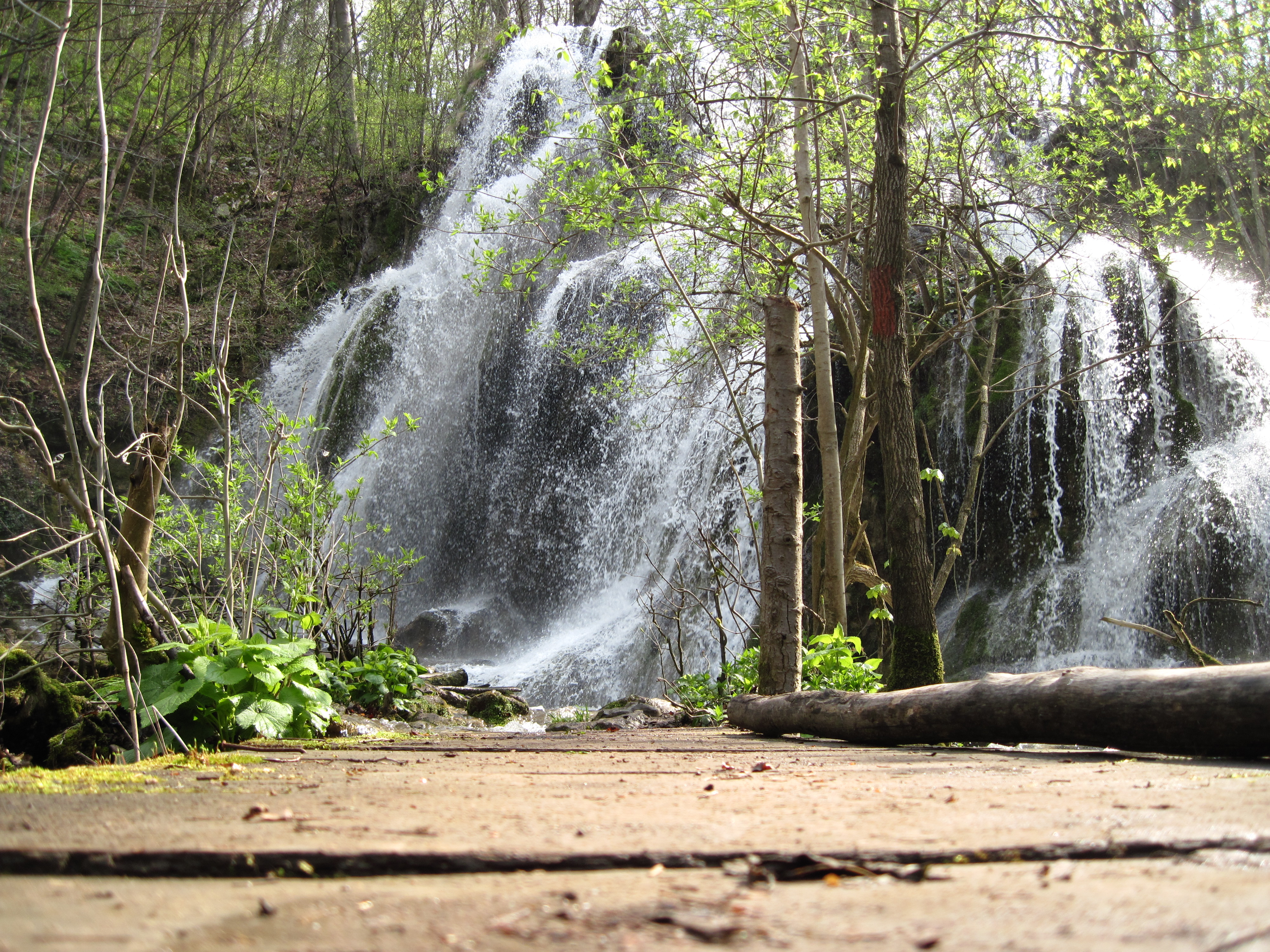
Una din cele mai înalte cascade ale Beuşniţei
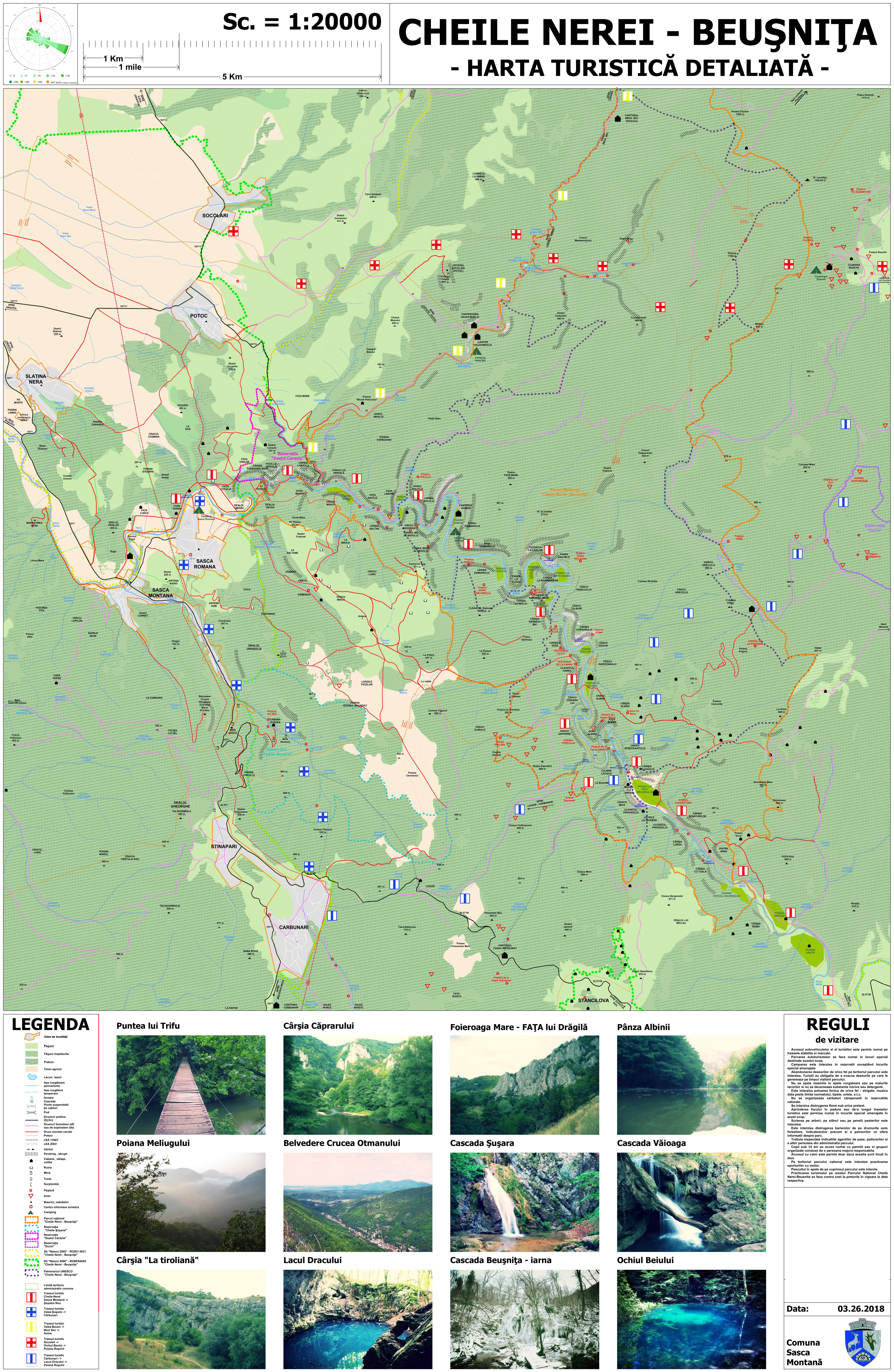
Harta turistica detaliata Cheile Nerei - Beusnita